# Ла Станга (Болоња)
Ла Станга (итал. La Stanga) је насеље у Италији у округу Болоња, региону Емилија-Ромања.
Према процени из 2011. у насељу је живело 40 становника. Насеље се налази на надморској висини од 55 м.